# Јуриј Андропов
Јуриј Владимирович Андропов (рус. Ю́рий Влади́мирович Андро́пов; Нагитскоја, 15. јун 1914 — Москва, 9. фебруар 1984) је био руски политичар, генерал-армије СССР-а, генерални секретар КПСС-а и лидер Совјетског Савеза од 1982—1984. то јест до смрти 16 месеци након избора.

## Детињство и младост
Андропов је био син железничког службеника и вероватно је рођен у Нагитскоји, Ставропољској губернији, царска Русија. Кратко се образовао у Рубинском техничком факултету, пре него што је ступио у Комсомол 1930. године. Постепено је дошао до чланства у пуној партији 1939. и био је први секретар Комсомола у совјетској Карело-финској републици од 1940. до 1944. године. Током Другог светског рата, Андропов је узео учешћа у партизанским активностима. 1951. се преселио у Москву и ступио је у партијски секретаријат. 1954. године је постао совјетски амбасадор у Мађарској. Андропов је био један од одговорних за совјетску одлуку да се нападне Мађарска током Мађарске револуције 1956. године.

## Успон
Андропов се вратио у Москву на челу Одсека за везу са социјалистичким државама (1957- 1967) и именован је у секретаријат Централног комитета 1962. наследивши Михајла Суслова, а 1967. је именован за шефа КГБ-а. 1973. Андропов је постао члан Политбироа, иако није дао оставку на чело КГБ-а до 1982. године.
Неколико дана након Брежњевљеве смрти (10. новембар 1982), Андропов је изненађујуће именован за Генералног секретара испред Константина Черњенка. Он је био први шеф КГБ-а који је постао Генерални секретар. Његово именовање на Западу је примљено са страхом, због његове улоге у КГБ-у и Мађарској.

## Андропов као премијер
Током своје владавине, Андропов је покушавао да побољша економију и смањи корупцију. Такође је запамћен због своје антиалкохоличарске кампање и борбе да се повећа радна дисциплина. Обе кампање су спроводене типичним совјетским административним приступом и грубост је много подсећала на Стаљинову владавину.
У спољној политици је мало урадио - рат се наставио у Авганистану. Андроповљева владавина је такође обележена захлађењем односа са САД. Док је Андропов покренуо низ предлога који су укључивали смањење нуклеарних ракета средњег домета у Европи и састанак са америчким председником Роналдом Реганом, ови предлози су наишли на глуве уши Реганове и Тачеркине администрације. Напетости у Хладном рату су повећане обарањем јужнокорејског путничког авиона који је залутао на совјетску територију 1. септембра 1983. и америчким размештањем Першинг ракета у Европи. Совјетско-амерички преговоре о контроли нуклеарног оружја у Европи је прекинуо Совјетски Савез новембра 1983.
Један од његових најпознатијих чинова током свог кратког времена на челу Совјетског Савеза је било одговарање на писмо америчке девојчице Саманте Смит и њеним позивом у Совјетски Савез, што је довело до тога да Саманта постане врло познат борац за мир.

## Андроповљево наследство
Андропов је умро због отказивања бубрега 9. фебруара 1984, након неколико месеци неуспешног лечења, a наследио га је Константин Черњенко. Сахрањен је у Москви у некрополи код зида Кремља.
Андроповљево наследство је постало предмет многих дебата у Русији и другде, и међу ученицима и међу масовним медијима. Он остаје константан фокус телевизијских документараца, посебно око важних годишњица.
Упркос Андроповљевом чврстом ставу у Мађарској и бројним прогонствима и интригама за које је одговоран током свог дугог управљања КГБ, означен је од стране многих коментатора као хумани реформатор. Често се сматра је је започео постепеније и конструктивније реформе од Горбачова; највећа теме спекулације је да ли би Андропов реформисао СССР на начин који не би довео до распада Совјетског Савеза.